# Terreiro de Jesus
Le Terreiro de Jesus est une place publique du centre-ville de Salvador de Bahia, au Brésil.